# Championnats du monde d'athlétisme en salle 2008, résultats détaillés
Résultats détaillés des Championnats du monde d'athlétisme en salle 2008 de Valence.
| Courses : 60 m - 400 m - 800 m - 1 500 m - 3 000 m Obstacles : 60 m haies Relais : Relais 4 × 400 m Sauts : Hauteur - Longueur - Triple saut - Perche Lancers : - Poids Épreuves combinées : Heptathlon/Pentathlon |

## Résultats

### 60 m
| Rang | Pays                       | Athlète           | Temps       |
| ---- | -------------------------- | ----------------- | ----------- |
| 1    | Nigeria                    | Olusoji Fasuba    | 6 s 51 (WL) |
| 2    | Saint-Christophe-et-Niévès | Kim Collins       | 6 s 54 (SB) |
| 2    | Royaume-Uni                | Dwain Chambers    | 6 s 54 (PB) |
| 4    | États-Unis                 | Michael Rodgers   | 6 s 57      |
| 5    | Brésil                     | Vicente de Lima   | 6 s 60      |
| 6    | Nigeria                    | Uche Isaac        | 6 s 63      |
| 7    | Royaume-Uni                | Simeon Williamson | 6 s 63      |
| 8    | Russie                     | Andrey Yepishin   | 6 s 70      |

| Rang | Pays                      | Athlète             | Temps       |
| ---- | ------------------------- | ------------------- | ----------- |
| 1    | États-Unis                | Angela Williams     | 7 s 06 (WL) |
| 2    | Royaume-Uni               | Jeanette Kwakye     | 7 s 08 (RN) |
| 3    | Îles Vierges britanniques | Tahesia Harrigan    | 7 s 09 (RN) |
| 4    | Belgique                  | Kim Gevaert         | 7 s 22      |
| 5    | Russie                    | Yevgeniya Polyakova | 7 s 24      |
| 6    | Nigeria                   | Oludamola Osayomi   | 7 s 26      |
| 7    | Nigeria                   | Ene Franca Idoko    | 7 s 30      |
| 8    | États-Unis                | Alexis Joyce        | 7 s 37      |

### 400 m
| Rang | Pays       | Athlète           | Temps        |
| ---- | ---------- | ----------------- | ------------ |
| 1    | Canada     | Tyler Christopher | 45 s 67 (WL) |
| 2    | Suède      | Johan Wissman     | 46 s 04 (PB) |
| 3    | Bahamas    | Chris Brown       | 46 s 26 (SB) |
| 4    | Costa Rica | Nery Brenes       | 46 s 65      |
| 5    | Russie     | Maksim Dyldin     | 46 s 79      |
| 6    | Australie  | Sean Wroe         | 46 s 93 (PB) |

| Rang | Pays       | Athlète            | Temps        |
| ---- | ---------- | ------------------ | ------------ |
| 1    | Russie     | Olesya Zykina      | 51 s 09 (WL) |
| 2    | Russie     | Natalya Nazarova   | 51 s 10 (SB) |
| 3    | États-Unis | Shareese Woods     | 51 s 41 (PB) |
| 4    | Ukraine    | Antonina Yefremova | 51 s 53 (PB) |
| 5    | Roumanie   | Angela Morosanu    | 53 s 07      |
| 6    | États-Unis | Moushaumi Robinson | 53 s 10      |

### 800 m
| Rang | Pays           | Athlète              | Temps               |
| ---- | -------------- | -------------------- | ------------------- |
| 1    | Soudan         | Abubaker Kaki Khamis | 1 min 44 s 81 (WL)  |
| 2    | Afrique du Sud | Mbulaeni Mulaudzi    | 1 min 44 s 91 (RN)  |
| 3    | Bahreïn        | Yusuf Saad Kamel     | 1 min 45 s 26 (RAs) |
| 4    | Lettonie       | Dmitrijs Milkevics   | 1 min 45 s 72 (RN)  |
| 5    | Russie         | Dmitriy Bogdanov     | 1 min 45 s 76 (PB)  |
| 6    | États-Unis     | Nick Symmonds        | 1 min 46 s 48 (PB)  |

| Rang | Pays        | Athlète              | Temps         |
| ---- | ----------- | -------------------- | ------------- |
| 1    | Australie   | Tamsyn Lewis         | 2 min 02 s 57 |
| 2    | Ukraine     | Tetyana Petlyuk      | 2 min 02 s 66 |
| 3    | Mozambique  | Maria Mutola         | 2 min 02 s 97 |
| 4    | Espagne     | Mayte Martínez       | 2 min 03 s 15 |
| 5    | Royaume-Uni | Jennifer Meadows     | 2 min 03 s 51 |
| 6    | Italie      | Elisa Cusma Piccione | 2 min 03 s 76 |

### 1 500 m
| Rang | Pays     | Athlète                  | Temps         |
| ---- | -------- | ------------------------ | ------------- |
| 1    | Éthiopie | Deresse Mekonnen         | 3 min 38 s 23 |
| 2    | Kenya    | Daniel Kipchirchir Komen | 3 min 38 s 54 |
| 3    | Espagne  | Juan Carlos Higuero      | 3 min 38 s 82 |
| 4    | Espagne  | Arturo Casado            | 3 min 38 s 88 |
| 5    | Bahreïn  | Rashid Ramzi             | 3 min 40 s 26 |
| 6    | Éthiopie | Mekonnen Gebremedhin     | 3 min 40 s 42 |
| 7    | Kenya    | Suleiman Kipses Simotwo  | 3 min 41 s 04 |
| 8    | Maroc    | Youssef Baba             | 3 min 44 s 50 |

| Rang | Pays     | Athlète            | Temps               |
| ---- | -------- | ------------------ | ------------------- |
| 1    | Russie   | Yelena Soboleva    | 3 min 57 s 71 (RM)  |
| 2    | Russie   | Yuliya Fomenko     | 3 min 59 s 41 (PB)  |
| 3    | Éthiopie | Gelete Burka       | 3 min 59 s 75 (AR)  |
| 4    | Bahreïn  | Maryam Yusuf Jamal | 3 min 59 s 79 (RAs) |
| 5    | Bulgarie | Daniela Yordanova  | 4 min 04 s 19 (RN)  |
| 6    | Roumanie | Liliana Popescu    | 4 min 07 s 61       |
| 7    | France   | Bouchra Ghezielle  | 4 min 08 s 66       |
| 8    | Maroc    | Siham Hilali       | 4 min 15 s 54       |

### 3 000 m
| Rang | Pays        | Athlète             | Temps              |
| ---- | ----------- | ------------------- | ------------------ |
| 1    | Éthiopie    | Tariku Bekele       | 7 min 48 s 23      |
| 2    | Kenya       | Paul Kipsiele Koech | 7 min 49 s 05      |
| 3    | Éthiopie    | Abreham Cherkos     | 7 min 49 s 96      |
| 4    | Kenya       | Edwin Cheruiyot Soi | 7 min 51 s 60      |
| 5    | Australie   | Craig Mottram       | 7 min 52 s 42      |
| 6    | Royaume-Uni | Mohammed Farah      | 7 min 55 s 08      |
| 7    | Maroc       | Ali Maataoui        | 7 min 58 s 93      |
| 8    | Espagne     | Sergio Sánchez      | 7 min 59 s 74 (PB) |

| Rang | Pays             | Athlète                | Temps              |
| ---- | ---------------- | ---------------------- | ------------------ |
| 1    | Éthiopie         | Meseret Defar          | 8 min 38 s 79      |
| 2    | Éthiopie         | Meselech Melkamu       | 8 min 41 s 50      |
| 3    | Maroc            | Mariem Alaoui Selsouli | 8 min 41 s 66      |
| 4    | Kenya            | Sylvia Jebiwott Kibet  | 8 min 41 s 82 (RN) |
| 5    | Russie           | Olga Komyagina         | 8 min 44 s 57 (SB) |
| 6    | Nouvelle-Zélande | Kimberley Smith        | 8 min 48 s 48 (SB) |
| 7    | Italie           | Silvia Weissteiner     | 8 min 49 s 11 (SB) |
| 8    | Portugal         | Jessica Augusto        | 8 min 49 s 78      |

### 60 m haies
| Rang | Pays        | Athlète            | Temps       |
| ---- | ----------- | ------------------ | ----------- |
| 1    | Chine       | Liu Xiang          | 7 s 46 (SB) |
| 2    | États-Unis  | Allen Johnson      | 7 s 55      |
| 3    | Lettonie    | Stanislavs Olijars | 7 s 60 (SB) |
| 3    | Russie      | Evgeniy Borisov    | 7 s 60      |
| 5    | Allemagne   | Thomas Blaschek    | 7 s 64      |
| 6    | Royaume-Uni | Allan Scott        | 7 s 65      |
| 7    | Espagne     | Jackson Quiñónez   | 7 s 66      |
| 8    | Cuba        | Yoel Hernández     | 7 s 91      |

| Rang | Pays       | Athlète               | Temps   |
| ---- | ---------- | --------------------- | ------- |
| 1    | États-Unis | Lolo Jones            | 7 s 80  |
| 2    | États-Unis | Candice Davis         | 7 s 93  |
| 3    | Cuba       | Anay Tejeda           | 7 s 98  |
| 4    | Jamaïque   | Lacena Golding-Clarke | 8 s 01  |
| 5    | Russie     | Aleksandra Antonova   | 8 s 02  |
| 6    | Ukraine    | Yevheniya Snihur      | 8 s 12  |
| 7    | Russie     | Yuliya Kondakova      | 10 s 19 |
| 8    | Espagne    | Josephine Onyia       | 43 s 72 |

### 4 × 400 m relais
| Rang | Pays                   | Athlète                                                          | Temps              |
| ---- | ---------------------- | ---------------------------------------------------------------- | ------------------ |
| 1    | États-Unis             | James Davis Jamaal Torrance Greg Nixon Kelly Willie              | 3 min 06 s 79 (WL) |
| 2    | Jamaïque               | Michael Blackwood Edino Steele Adrian Findlay DeWayne Barrett    | 3 min 07 s 69 (SB) |
| 3    | République dominicaine | Arismendy Peguero Carlos Santa Pedro Mejia Yoel Tapia            | 3 min 07 s 77 (RN) |
| 4    | Pologne                | Piotr Kedzia Piotr Klimczak Wojciech Chybinski Grzegorz Sobinski | 3 min 08 s 76 (SB) |
| 5    | Royaume-Uni            | Steven Green Richard Buck Dale Garland Robert Tobin              | 3 min 09 s 21      |
| 6    | Russie                 | Denis Alekseyev Anton Kokorin Maksim Dyldin Yuriy Borzakovskiy   | 3 min 15 s 38      |

| Rang | Pays        | Athlète                                                                  | Temps              |
| ---- | ----------- | ------------------------------------------------------------------------ | ------------------ |
| 1    | Russie      | Yuliya Gushchina Tatyana Levina Natalya Nazarova Olesya Zykina           | 3 min 28 s 17 (WL) |
| 2    | Biélorussie | Anna Kozak Iryna Khliustava Sviatlana Usovich Ilona Usovich              | 3 min 28 s 90 (SB) |
| 3    | États-Unis  | Angel Perkins Miriam Barnes Shareese Woods Moushaumi Robinson            | 3 min 29 s 30 (SB) |
| 4    | Tchéquie    | Zuzana Bergrová Denisa Šcerbová Jitka Bartonicková Zuzana Hejnová        | 3 min 34 s 53 (SB) |
| 5    | Roumanie    | Anamaria Ionita Iuliana Popescu Elena Mirela Lavric Angela               | 3 min 36 s 79 (SB) |
| 6    | Pologne     | Agnieszka Karpiesiuk Ewelina Setowska-Dryk Jolanta Wójcik Bozena Lukasik | 3 min 36 s 97 (SB) |

### Saut en hauteur
| Rang | Pays       | Athlète          | Hauteur     |
| ---- | ---------- | ---------------- | ----------- |
| 1    | Suède      | Stefan Holm      | 2,36 m      |
| 2    | Russie     | Yaroslav Rybakov | 2,34 m      |
| 3    | Chypre     | Kyriakos Ioannou | 2,30 m      |
| 3    | États-Unis | Andra Manson     | 2,30 m (SB) |
| 5    | Cuba       | Víctor Moya      | 2,27 m      |
| 6    | États-Unis | Jesse Williams   | 2,27 m      |
| 6    | Serbie     | Dragutin Topic   | 2,27 m      |
| 8    | Canada     | Michael Mason    | 2,27 m      |

| Rang | Pays       | Athlète             | Hauteur     |
| ---- | ---------- | ------------------- | ----------- |
| 1    | Croatie    | Blanka Vlašić       | 2,03 m      |
| 2    | Russie     | Yelena Slesarenko   | 2,01 m      |
| 3    | Ukraine    | Vita Palamar        | 2,01 m (RN) |
| 4    | Espagne    | Ruth Beitia         | 1,99 m (SB) |
| 5    | Kazakhstan | Marina Aitova       | 1,95 m      |
| 6    | États-Unis | Amy Acuff           | 1,95 m (SB) |
| 7    | Russie     | Ekaterina Savchenko | 1,93 m      |
| 8    | Tchéquie   | Iva Straková        | 1,93 m      |
| 8    | Allemagne  | Ariane Friedrich    | 1,93 m      |

### Saut en longueur
| Rang | Pays            | Athlète                     | Longueur    |
| ---- | --------------- | --------------------------- | ----------- |
| 1    | Afrique du Sud  | Godfrey Khotso Mokoena      | 8,08 m (SB) |
| 2    | Royaume-Uni     | Christopher Tomlinson       | 8,06 m      |
| 3    | Arabie saoudite | Mohamed Salman Al Khuwalidi | 8,01 m      |
| 4    | Botswana        | Gable Garenamotse           | 7,93 m (SB) |
| 5    | Bulgarie        | Nikolay Atanasov            | 7,90 m      |
| 6    | Jamaïque        | James Beckford              | 7,85 m      |
| 7    | Pologne         | Marcin Starzak              | 7,74 m      |
| 8    | Cuba            | Wilfredo Martínez           | 7,72 m      |

| Rang | Pays           | Athlète             | Longueur      |
| ---- | -------------- | ------------------- | ------------- |
| 1    | Portugal       | Naide Gomes         | 7,00 m (WL)   |
| 2    | Brésil         | Maurren Higa Maggi  | 6,89 m (RAms) |
| 3    | Russie         | Irina Simagina      | 6,88 m        |
| 4    | France         | Éloyse Lesueur      | 6,60 m        |
| 5    | Espagne        | Concepción Montaner | 6,57 m        |
| 6    | Lettonie       | Ineta Radevica      | 6,54 m        |
| 7    | Brésil         | Keila Costa         | 6,48 m (SB)   |
| 8    | Afrique du Sud | Janice Josephs      | 6,39 m        |

### Saut à la perche
| Rang | Pays       | Athlète            | Hauteur     |
| ---- | ---------- | ------------------ | ----------- |
| 1    | Russie     | Evgeniy Lukyanenko | 5,90 m (WL) |
| 2    | États-Unis | Brad Walker        | 5,85 m (PB) |
| 3    | Australie  | Steven Hooker      | 5,80 m (SB) |
| 4    | France     | Jérôme Clavier     | 5,75 m      |
| 5    | Allemagne  | Tim Lobinger       | 5,70 m      |
| 6    | Ukraine    | Maksym Mazuryk     | 5,70 m      |
| 7    | Suède      | Alhaji Jeng        | 5,70 m      |
| 8    | États-Unis | Derek Miles        | 5,60 m      |

| Rang | Pays       | Athlète             | Hauteur       |
| ---- | ---------- | ------------------- | ------------- |
| 1    | Russie     | Yelena Isinbayeva   | 4,75 m        |
| 2    | États-Unis | Jennifer Stuczynski | 4,75 m (PB)   |
| 3    | Brésil     | Fabiana Murer       | 4,70 m (RAms) |
| 3    | Pologne    | Monika Pyrek        | 4,70 m (SB)   |
| 5    | Russie     | Svetlana Feofanova  | 4,60 m        |
| 6    | Pologne    | Anna Rogowska       | 4.55 m        |
| 7    | Tchéquie   | Pavla Rybová        | 4,50 m        |
| 8    | Allemagne  | Anna Battke         | 4,45 m        |

### Triple saut
| Rang | Pays        | Athlète           | Longueur     |
| ---- | ----------- | ----------------- | ------------ |
| 1    | Royaume-Uni | Phillips Idowu    | 17,75 m (WL) |
| 2    | Cuba        | Arnie David Girat | 17,47 m (PB) |
| 3    | Portugal    | Nelson Évora      | 17,27 m      |
| 4    | Italie      | Fabrizio Donato   | 17,27 m (SB) |
| 5    | Slovaquie   | Dmitrij Valukevic | 17,14 m (SB) |
| 6    | Cuba        | Osniel Tosca      | 17,13 m (SB) |
| 7    | États-Unis  | Aarik Wilson      | 16,88 m      |
| 8    | Russie      | Danil Burkenya    | 16,84 m      |

| Rang | Pays       | Athlète            | Longueur      |
| ---- | ---------- | ------------------ | ------------- |
| 1    | Cuba       | Yargelis Savigne   | 15,05 m (RAf) |
| 2    | Grèce      | Chrysopiyí Devetzí | 15,00 m (RN)  |
| 3    | Slovénie   | Marija Šestak      | 14,68 m       |
| 4    | Kazakhstan | Olga Rypakova      | 14,58 m (RAs) |
| 5    | Soudan     | Yamilé Aldama      | 14,47 m (SB)  |
| 6    | Ukraine    | Olha Saladuha      | 14,32 m       |
| 7    | Russie     | Olesya Bufalova    | 14,31 m       |
| 8    | Chine      | Xie Limei          | 14,13 m       |

### Lancer du poids
| Rang | Pays        | Athlète            | Distance     |
| ---- | ----------- | ------------------ | ------------ |
| 1    | États-Unis  | Christian Cantwell | 21,77 m      |
| 2    | États-Unis  | Reese Hoffa        | 21,20 m      |
| 3    | Pologne     | Tomasz Majewski    | 20,93 m (RN) |
| 4    | Pays-Bas    | Rutger Smith       | 20,78 m      |
| 5    | Jamaïque    | Dorian Scott       | 20,29 m      |
| 6    | Australie   | Scott Martin       | 20,13 m      |
| 7    | Allemagne   | Peter Sack         | 20,05 m      |
| DSQ  | Biélorussie | Andrei Mikhnevich  |              |

| Rang | Pays              | Athlète               | Distance      |
| ---- | ----------------- | --------------------- | ------------- |
| 1    | Nouvelle-Zélande  | Valerie Vili          | 20,19 m (ROc) |
| 2    | Chine             | Li Meiju              | 19,09 m (PB)  |
| 3    | Cuba              | Misleydis González    | 18,75 m (PB)  |
| 4    | Italie            | Chiara Rosa           | 18,68 m (PB)  |
| 5    | Allemagne         | Christina Schwanitz   | 18,55 m       |
| 6    | Trinité-et-Tobago | Cleopatra Borel-Brown | 18,47 m (SB)  |
| 7    | Russie            | Anna Omarova          | 17,75 m       |

### Heptathlon/Pentathlon
| Rang | Pays        | Athlète             | Points         |
| ---- | ----------- | ------------------- | -------------- |
| 1    | États-Unis  | Bryan Clay          | 6 371 pts (WL) |
| 2    | Biélorussie | Andrei Krauchanka   | 6 234 pts (RN) |
| 3    | Kazakhstan  | Dmitriy Karpov      | 6 131 pts      |
| 4    | Russie      | Mikhail Logvinenko  | 5 984 pts      |
| 5    | États-Unis  | Donovan Kilmartin   | 5 951 pts      |
| 6    | Estonie     | Andres Raja         | 5 894 pts      |
| 7    | Tchéquie    | Roman Šebrle        | ab.            |
| 8    | Russie      | Aleksandr Pogorelov | ab.            |

| Rang | Pays        | Athlète            | Points         |
| ---- | ----------- | ------------------ | -------------- |
| 1    | Belgique    | Tia Hellebaut      | 4 867 pts (WL) |
| 2    | Royaume-Uni | Kelly Sotherton    | 4 852 pts (SB) |
| 3    | Russie      | Anna Bogdanova     | 4 753 pts      |
| 4    | Ukraine     | Nataliya Dobrynska | 4 742 pts      |
| 5    | Lituanie    | Austra Skujytė     | 4 655 pts (SB) |
| 6    | Pologne     | Karolina Tyminska  | 4 580 pts      |
| 7    | Russie      | Tatyana Chernova   | 4 543 pts      |
| 8    | Ukraine     | Lyudmila Blonska   | 4 474 pts      |